# 커피와 도넛

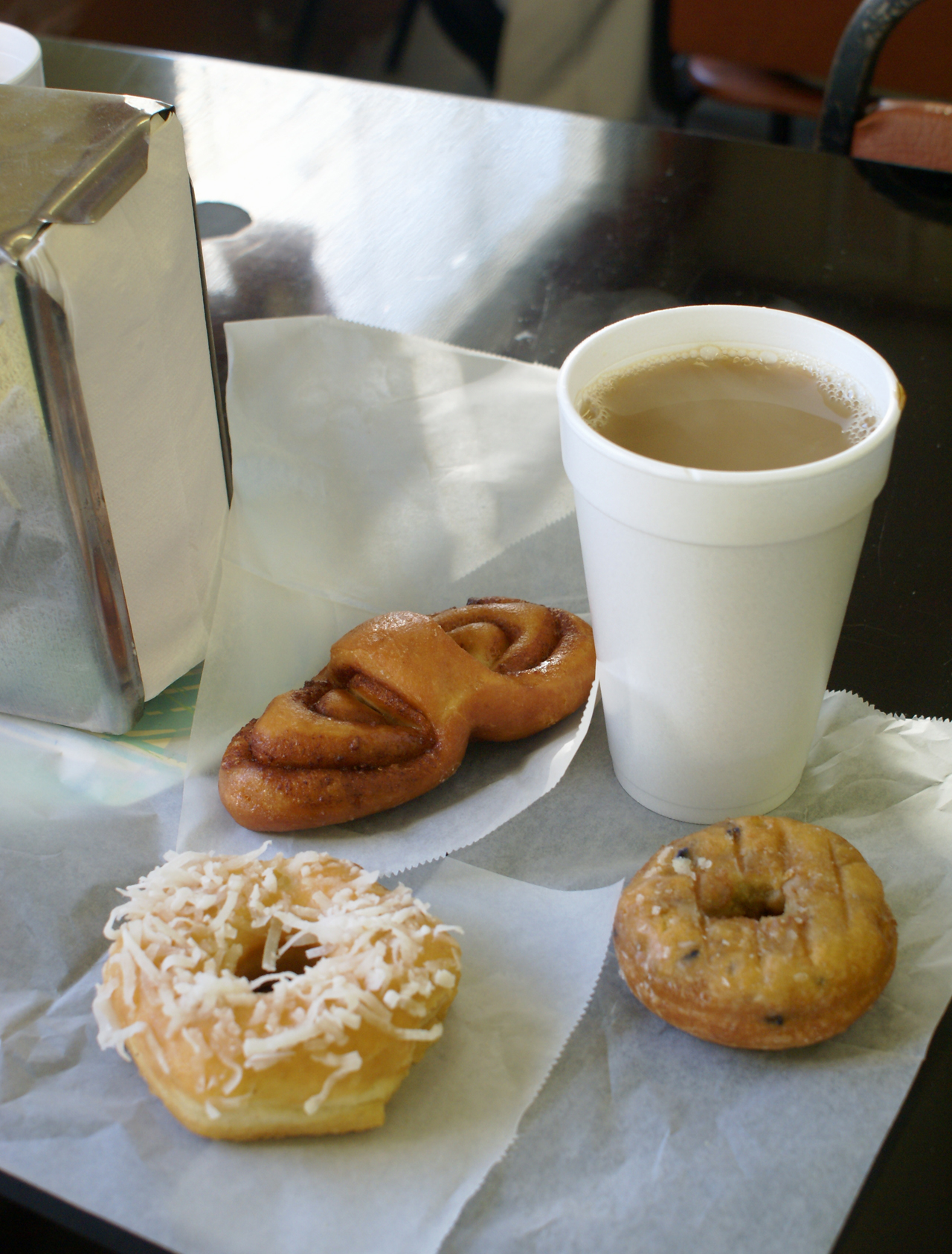
어느 한 카페의 커피와 도넛

커피와 도넛은 미국과 캐나다에서 흔히 볼 수 있는 음식 및 음료 짝이다. 이러한 짝은 간단한 아침 식사로 자주 먹으며, 카페뿐만 아니라 도넛 가게에서도 흔히 볼 수 있다. 또한 간식으로 제공되어 즐기는 경우도 있다.
커피 브레이크는 오전이나 오후에 "커피와 도넛(또는 롤빵)을 먹기 위한" 업무 휴식 시간으로 여겨지고 있다. 1989년, 시장 조사 회사 NPD 그룹의 수석 산업 분석가인 해리 발저는 미국에서 전체 아침 식사의 41~42%가 커피를 포함하고, 14.2%가 도넛을 포함한다고 밝혔다.
커피와 도넛은 다양한 단체, 자선 단체, 단체, 기업의 행사 및 모금 행사의 일환으로 제공된다.

## 역사
도넛과 커피의 조합은 클라크 게이블이 영화 '어느 날 밤에 생긴 일'에서 도넛을 실수로 커피에 찍어 먹은 후 1930년대에 유행했다. 도시 전설에 따르면, 배우 메이 머리는 실수로 도넛을 커피에 찍어 먹었다고 한다. 제2차 세계 대전 무렵, 도넛 가게는 자정 이후에도 문을 여는 몇 안 되는 가게 중 하나였기 때문에 커피에 찍어 먹는 것은 흔한 일이 되었다. 일부 도넛 가게는 경찰에게 무료 치안 유지를 대가로 커피와 도넛을 제공했다. 이보다 앞서, 전국 덩킹 협회(National Dunking Association)는 도넛을 찍어 먹는 캠페인을 벌였다.